# Škoda 55E
ES 499.0 – lokomotywa elektryczna produkowana w latach 1973–1975 dla kolei czechosłowackich. Wyprodukowano dwadzieścia wielosystemowych elektrowozów. Pierwszy elektrowóz został wyprodukowany w kwietniu 1973 roku. Druga lokomotywa została wyprodukowana w grudniu 1973 roku. Wielosystemowe elektrowozy wyprodukowano do prowadzenia pasażerskich pociągów ekspresowych kursujących po zelektryfikowanych liniach kolejowych. Elektrowozy były pomalowane na kolor niebieski i biały. Po rozpadzie Czechosłowacji lokomotywy są eksploatowane przez koleje słowackie oznakowane jako seria 350.